# Presură de casă
Presura de casă (Emberiza sahari) este o specie de pasăre din familia Emberizidae. Apare din Maroc până în Senegal și Ciad,. și spre deosebire de presura de munte cu care este strâns înrudită, se află în apropierea oamenilor. Populația este în creștere.

## Caracteristici
În Maroc, specia s-a extins din Munții Atlas spre nord începând din anii 1960 și a ajuns recent la Tanger  și Tétouan, pe țărmul sudic al Strâmtorii Gibraltar. Presura de casă se înmulțește în jurul habitatului uman, depunând două până la patru ouă într-un cuib situat într-o gaură dintr-un perete sau dintr-o clădire. Hrana sa naturală constă în semințe sau, atunci când hrănește puii, din insecte.
Are o lungime de 14 cm. Masculul reproducător are corpul de culoare maro-portocaliu-nisipos și capul gri, ușor striat, dar fără superciliul alb pe care îl are presura striată. Capul femelei are o nuanță maronie de gri și dungi mai difuze.
Presura de casă a fost recent separată de presura striată, strâns înrudit, din care era tratat ca o subspecie, Emberiza striolata sahari. Presura striată are dungi faciale mai puternice și o burtă mai palidă decât presura de casă.
Perioada de incubație a cuibului de trei ouă este de 12-14 zile..
În Maroc, specia este considerată în mod tradițional sacră și a devenit foarte docilă, intrând și hrănindu-se liber în case, magazine și moschei.

## Galerie

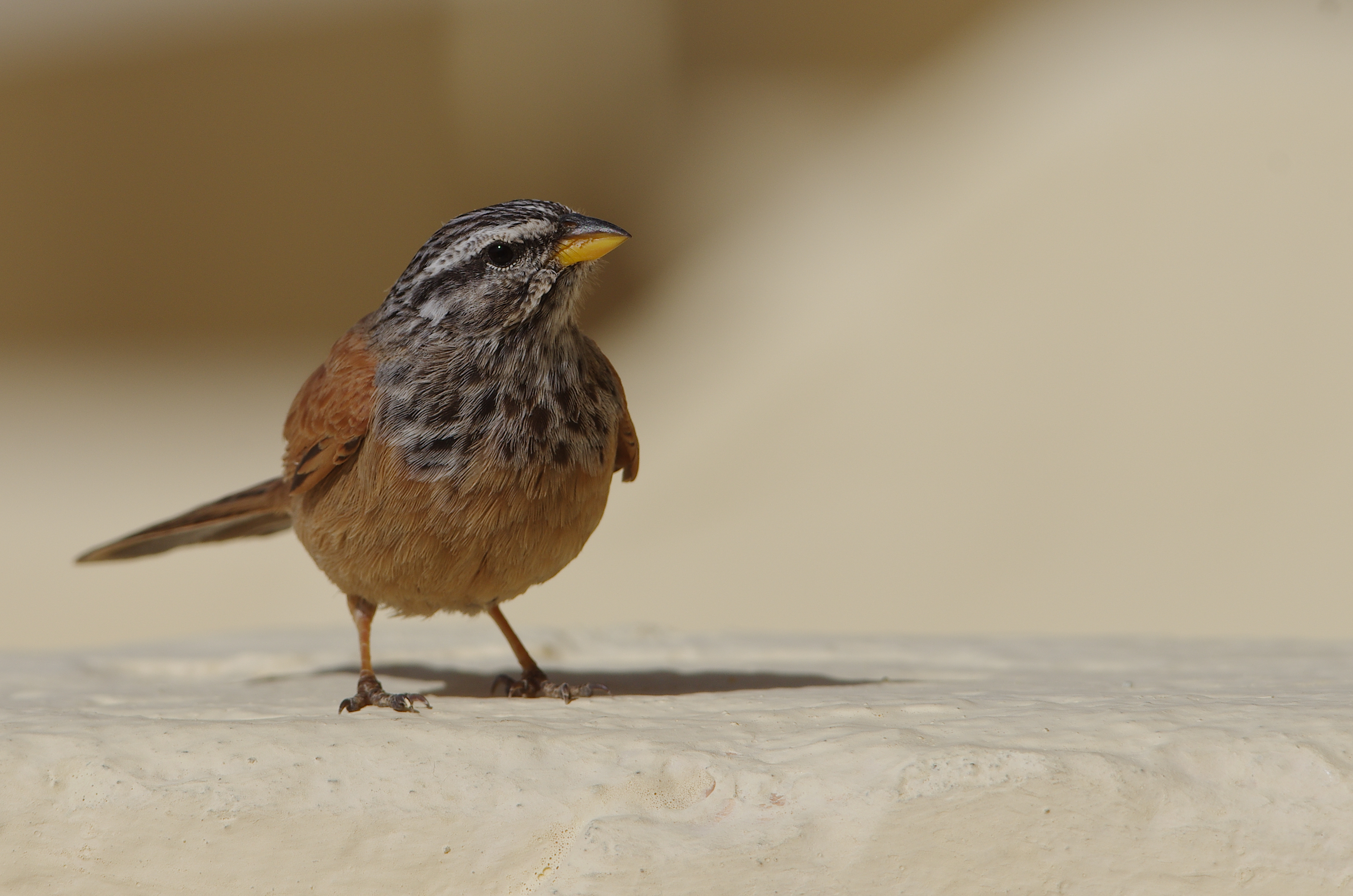
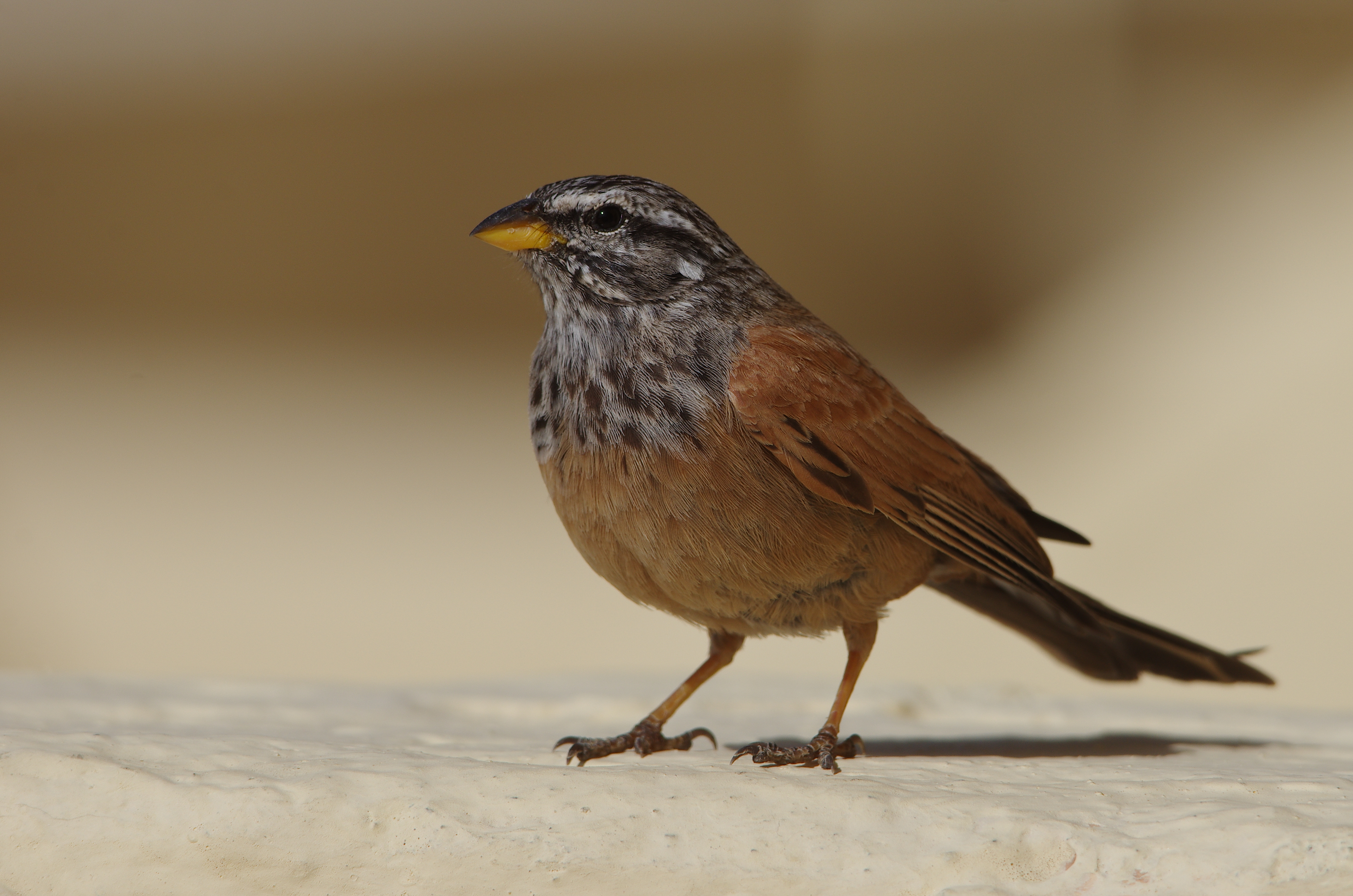
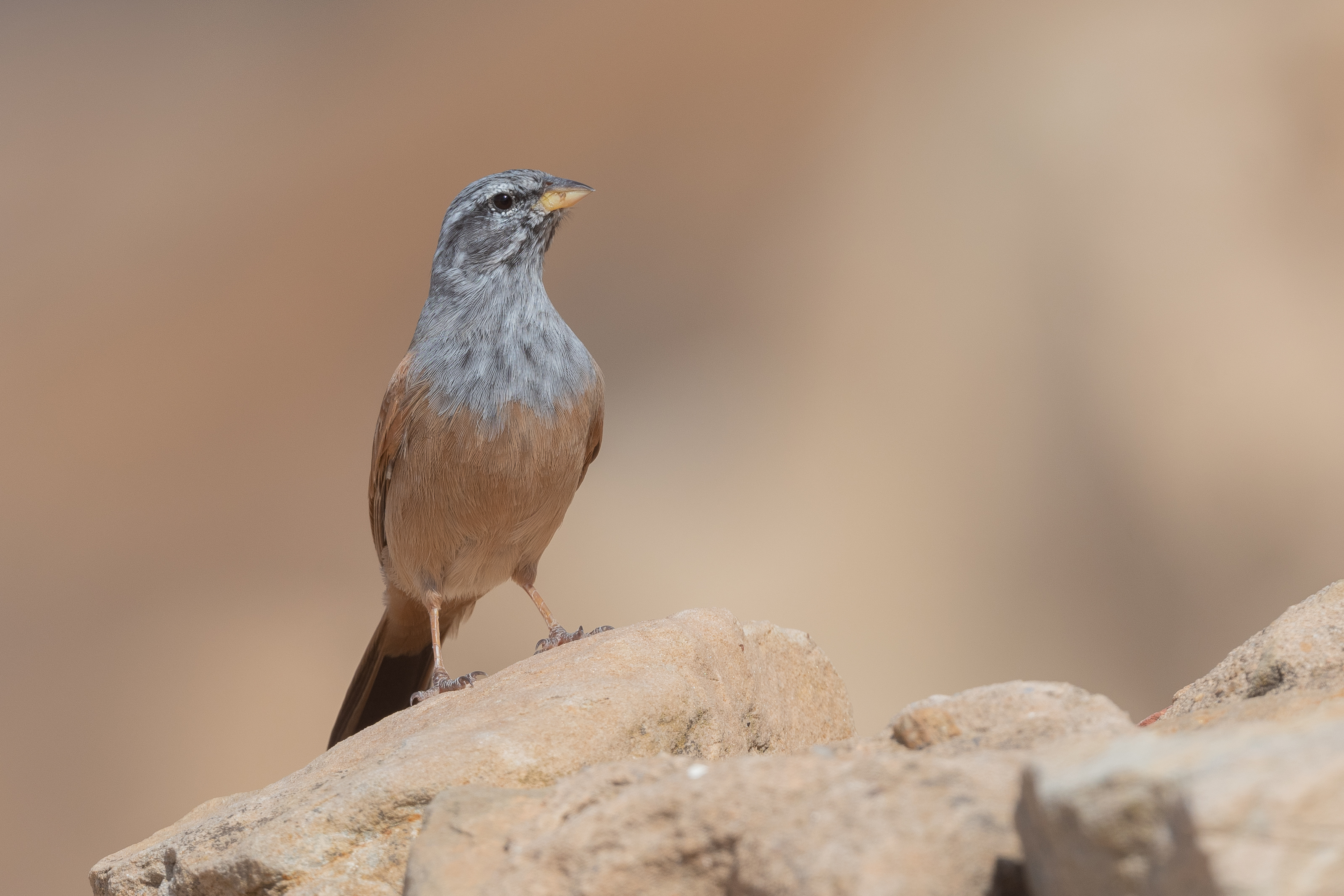
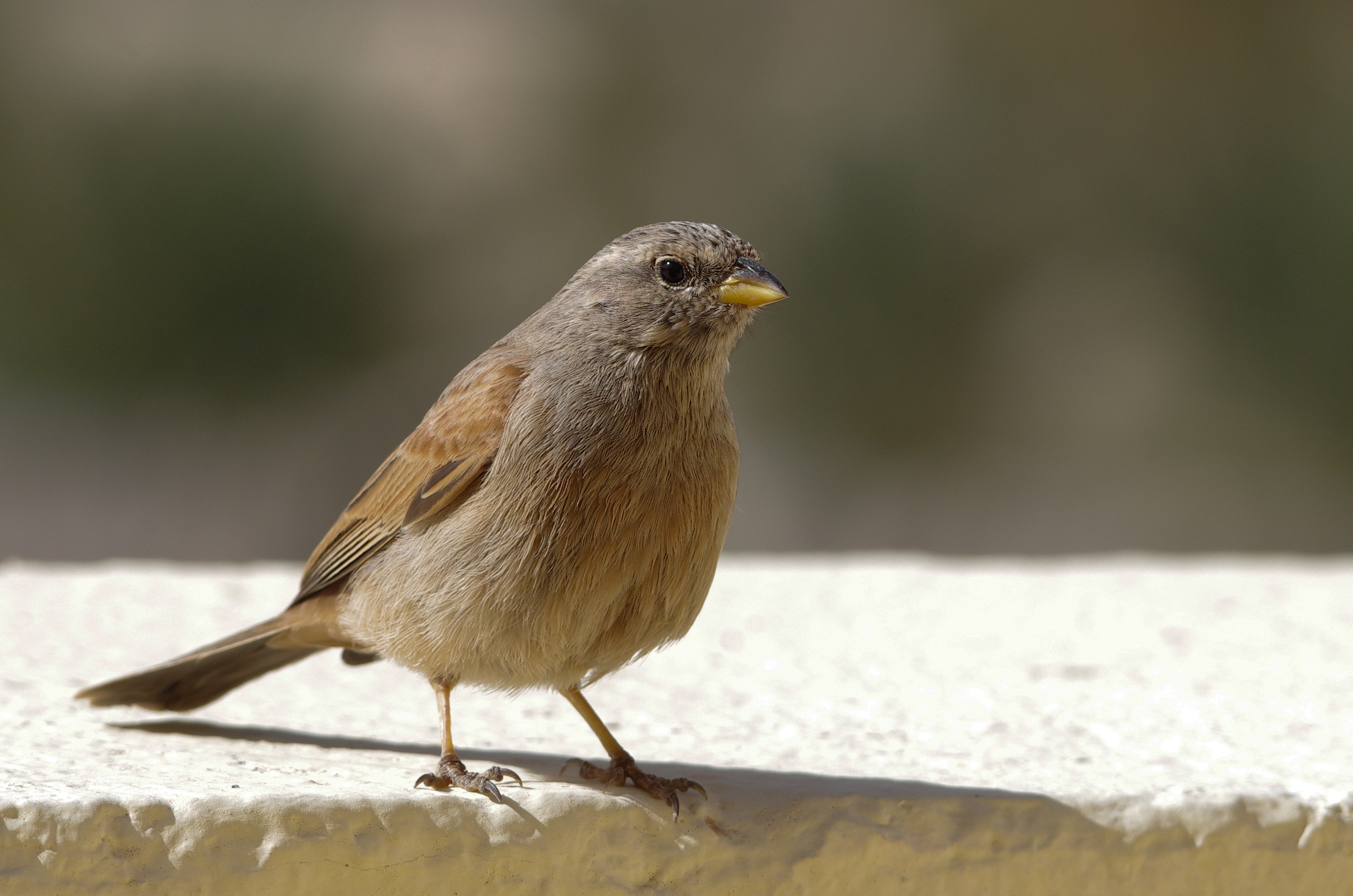
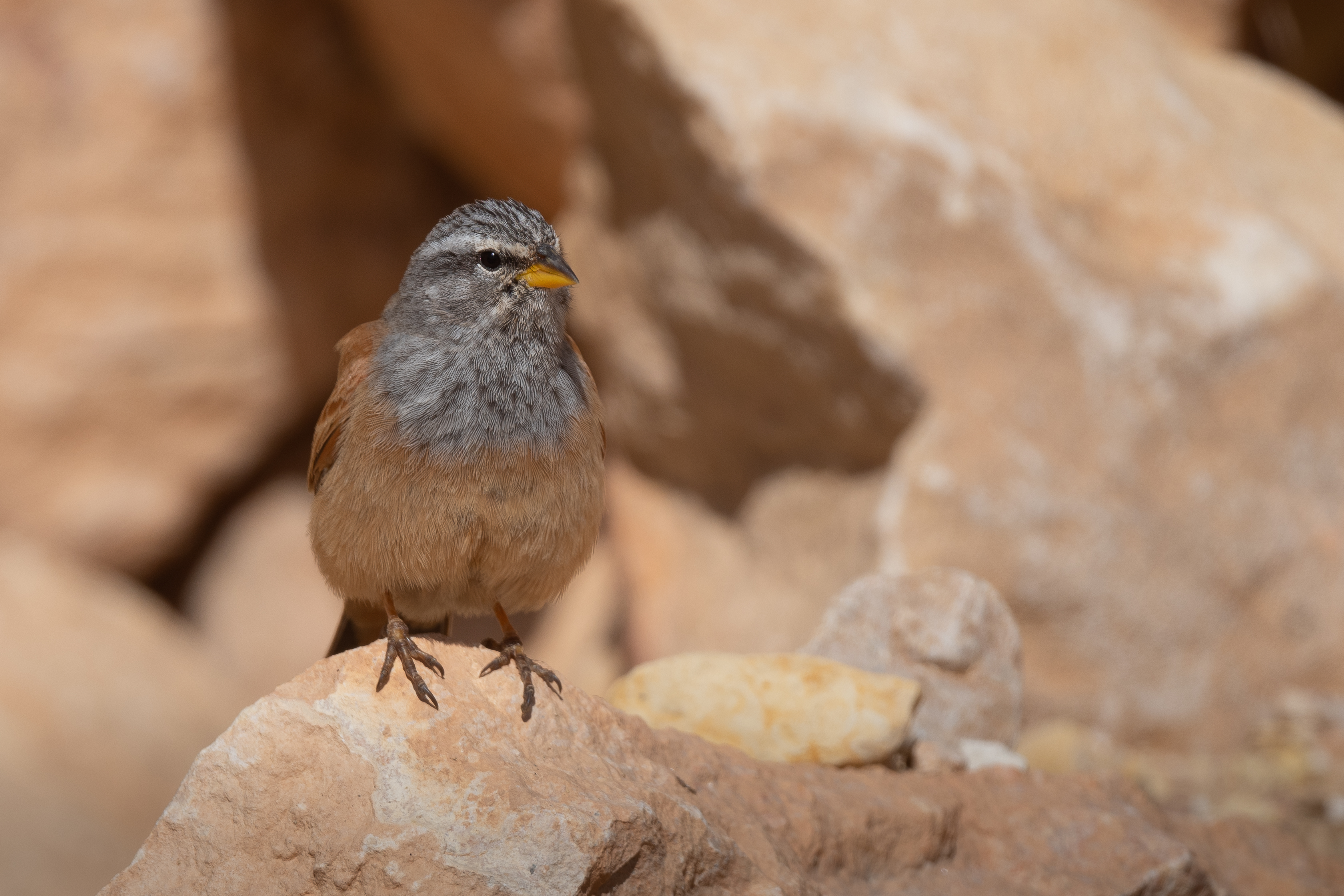
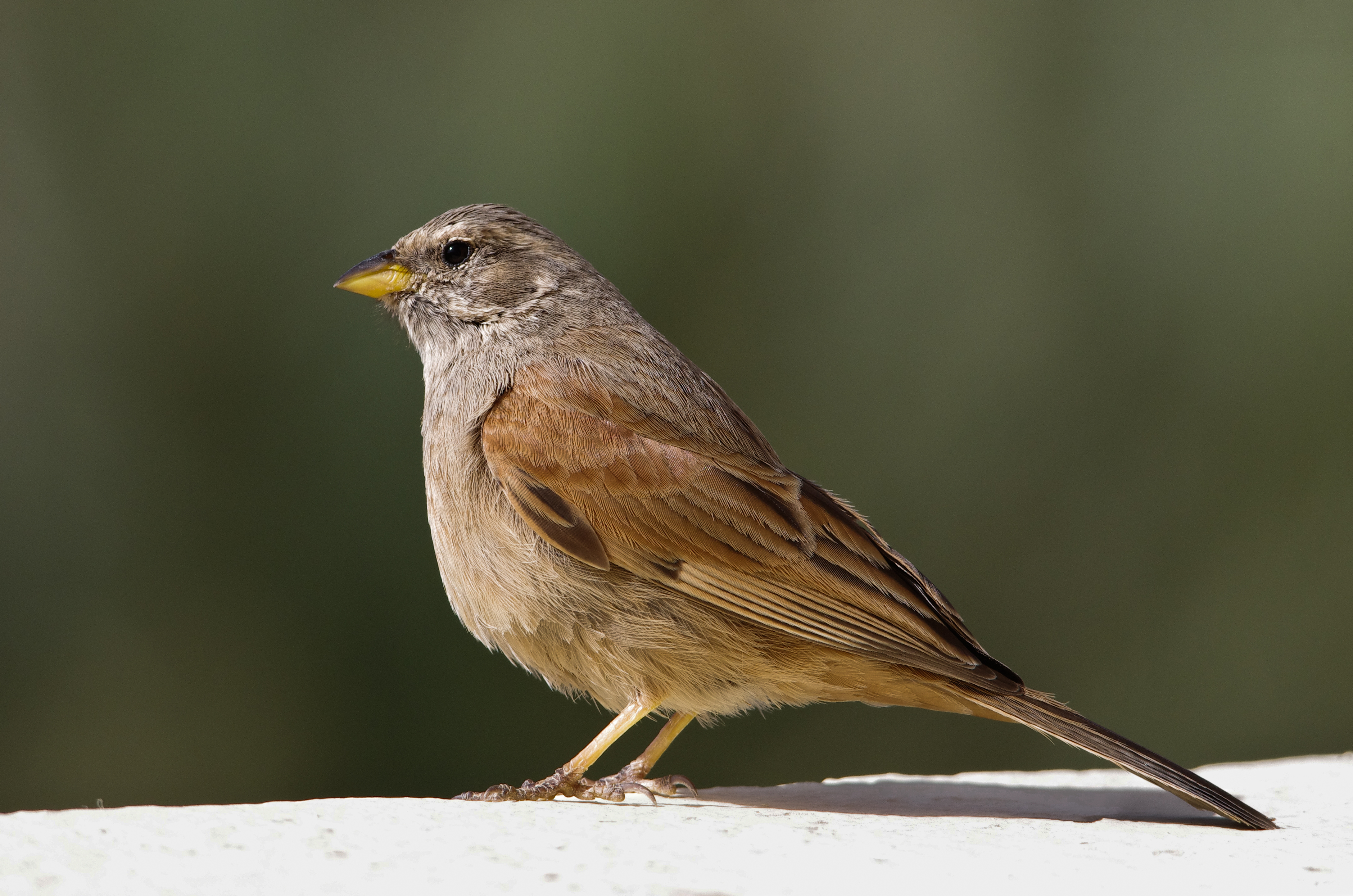